# Autódromo Cabo Negro
Das Autódromo Cabo Negro ist eine Motorsport-Rennstrecke etwa 20 km nördlich der in der Región de Magallanes y de la Antártica Chilena gelegenen Stadt Punta Arenas an der Laguna Cabo Negro und ist südlichste Rennstrecke Chiles.

## Streckenbeschreibung
Die am Rande der Magellanstraße liegende Strecke besteht aus einer 2,7 km langen asphaltierten Rundstrecke und einer optionalen 2,6 km langen Schotterpiste die zusammengenommen zu einer Strecke von bis zu 5,3 km Länge zusammengelegt werden können. Rundstreckenrennen finden hauptsächlich auf dem asphaltierten Teil statt.

## Veranstaltungen
Auf dem Kurs finden hauptsächlich regionale Veranstaltungen und Clubrennen statt.